# Geositta antarctica
Geositta antarctica là một loài chim trong họ Furnariidae.